# راي برايس (لاعب كريكت)
راي برايس (12 يونيو 1976 بهراري في زيمبابوي - ) (بالإنجليزية: Ray Price) هو لاعب كريكت زيمبابوي. لعب مع مومباي إنديانز ومنتخب زمبابوي للكريكت ونادي مقاطعة ورسسترشاير للكريكيت ‏.

## وصلات خارجية
- راي برايس على موقع إي آس بي آن كريك إنفو (الإنجليزية)